# Marie av Valois
Marie av Valois, död 1331, var kronprinsessa av Neapel 1323-1328, gift med Karl av Kalabrien.
Hon var mor till drottning Johanna I av Neapel. 